# فرانك وودورد
فرانك وودورد (بالإنجليزية: Frank Woodward)‏ هو لاعب كرة قاعدة أمريكي، ولد في 17 مايو 1894 في نيو هيفن في الولايات المتحدة، وتوفي بنفس المكان في 11 يونيو 1961.

## وصلات خارجية
- فرانك وودورد على موقعبيزبول رفرنس.كوم (الدوري الرئيسي) (الإنجليزية)
- فرانك وودورد على موقعبيزبول رفرنس.كوم (الدوري الثانوي) (الإنجليزية)